# Hangai
Munții Hangai, numiți și Munții Hangain, Hangain Nuruu sau Changai Nuruu (în mongolă: Хангайн нуруу) este un sistem muntos în centrul Mongoliei, paralel cu Munții Altaiul Mongol (aflat la sud). Se întinde în direcția nord-vest - sud-est și este alcătuit din granite și bazalte. Are o lungime de aproximativ 805 km și o lățime de 200 km; altitudinea medie: 2.000-3.000 m. Vârful cel mai înalt este Otgon Tenger (lit: cel mai tânăr cer) a cărui înălțime este dată ca 3.905, 4.021, și 4.031 m în funcție de sursă. Este unul dintre cei patru munți sacri primordiali din Mongolia. Ceremoniile de stat sunt ținute acolo. 
Cea mai mare parte a râurilor sale nordice, inclusiv râul Orhon, se varsă în Selenga, care se varsă în lacul Baikal din Siberia.  Râurile pantelor sudice mai abrupte se varsă în lacuri sărate sau dispar în deșertul Gobi. Pantele nordice ale Hangaiului sunt acoperite de taiga, în partea cea mai înaltă a munților se află o tundră de munte.

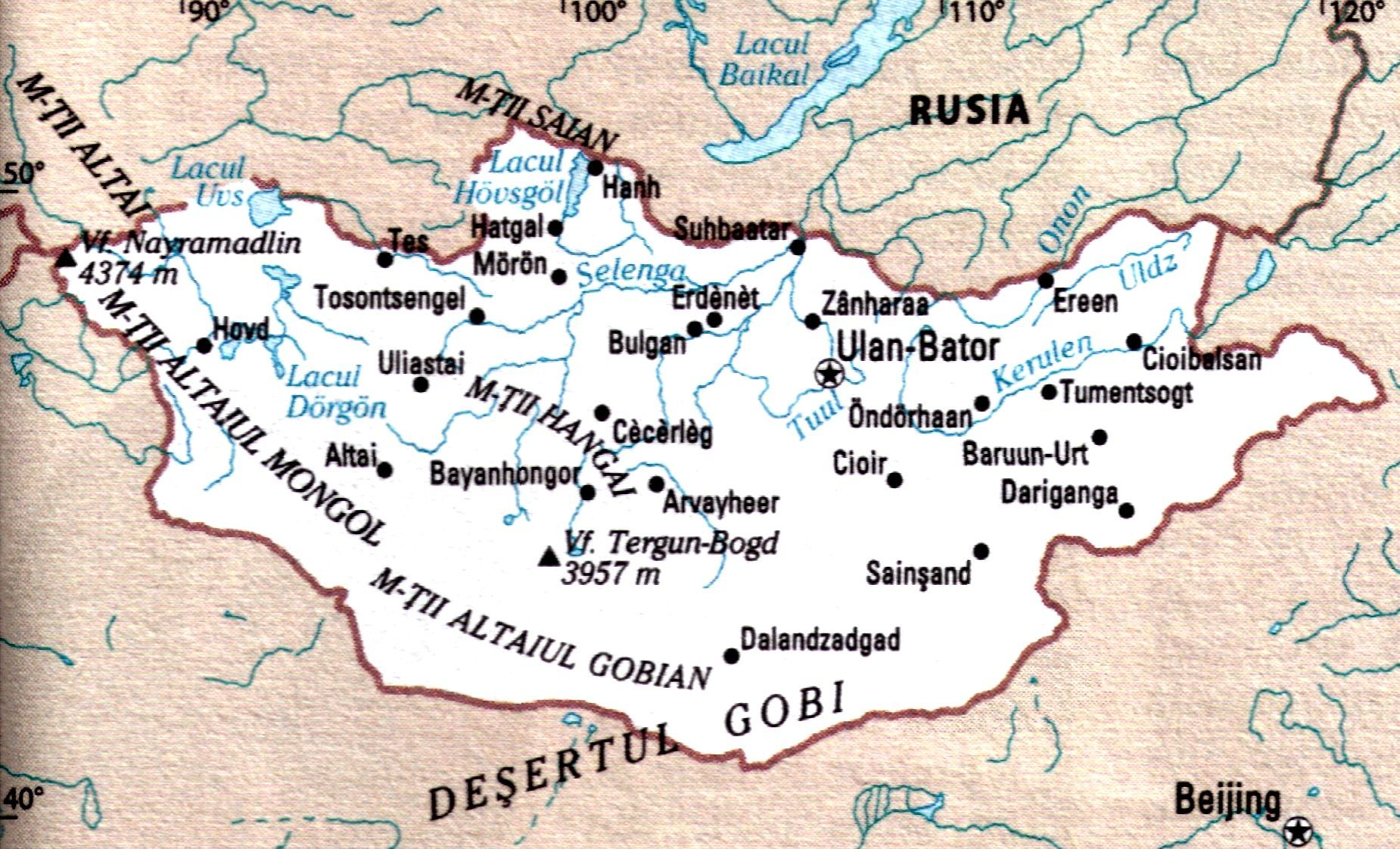
Locația Munților Hangai

## Note

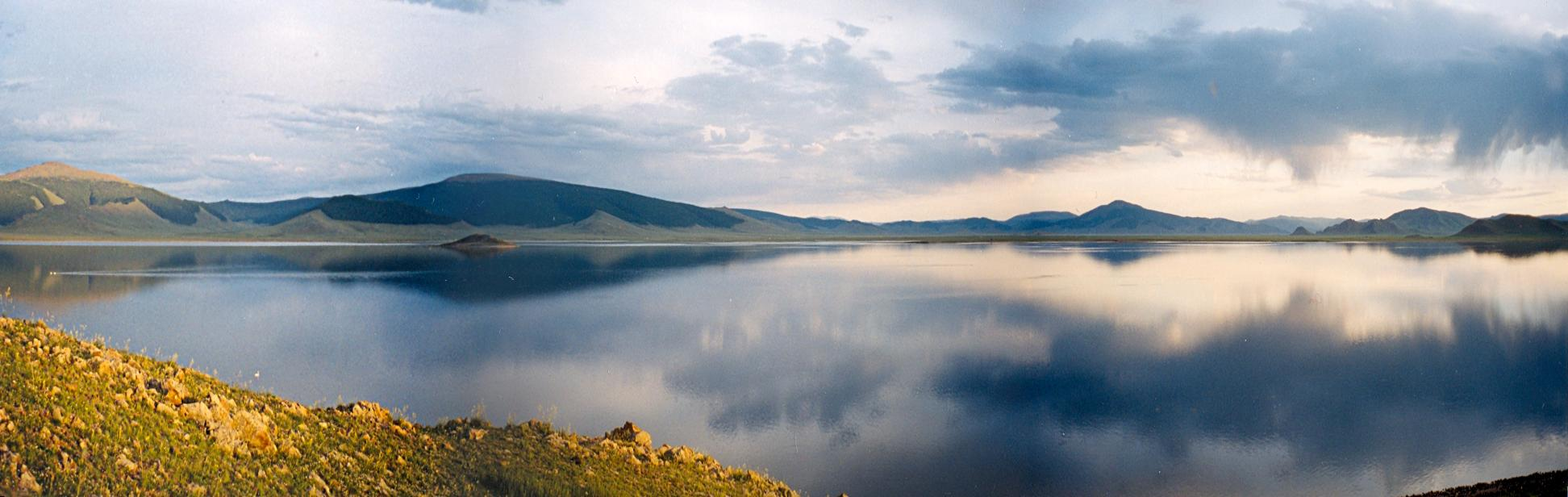
Lacul Terhiin Țagaan Nuur din Munții Hangai
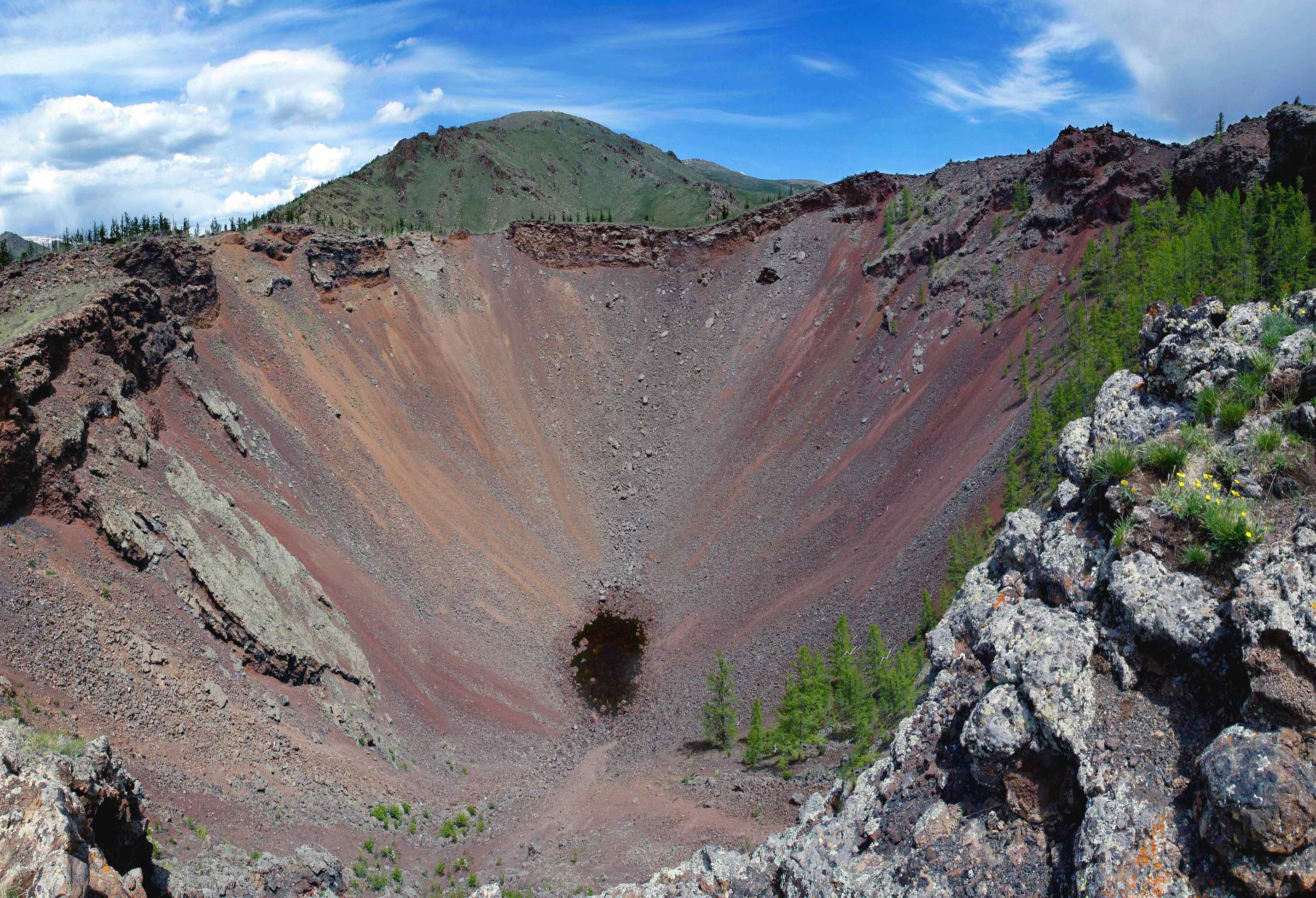
Vulcanul stins Horgo din nordul Munților Hangai
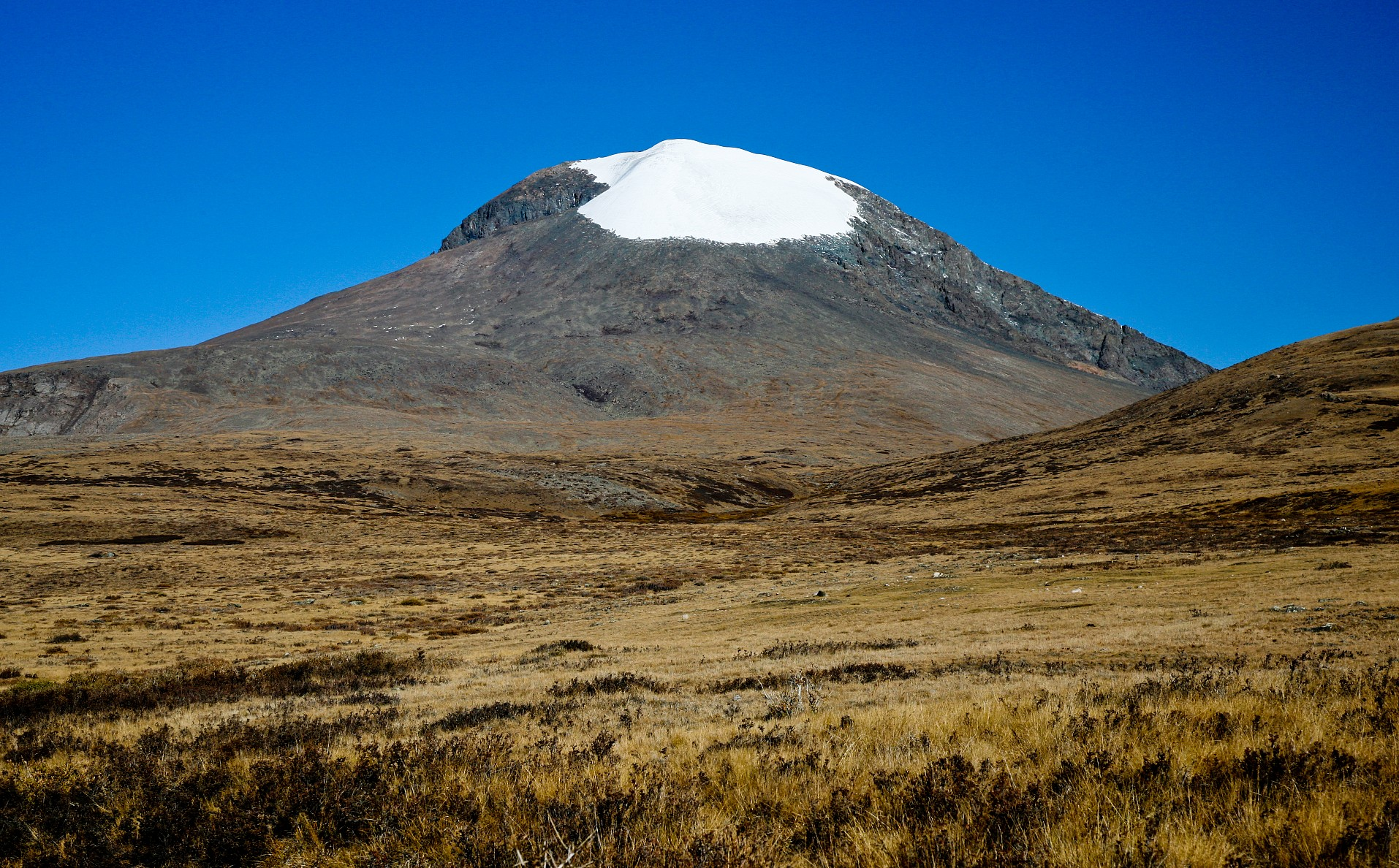
Vârful Otgon Tenger